# Православље.Ру
„Православље.Ру“ (изворно - „Правосла́вие 2000“) је руски православни информативни интернет портал. Створени 29. децембра 1999. године од стране уредника Интернет пројеката Сретенског манастира Московске патријаршије Руске православне цркве са благословом Патријарха московског и целе Русије Алексија II. Главни уредник сајта био је митрополит Тихон од дана настанка. Поред главне верзије на руском језику, веб презентација такође има верзије на енглеском, српском и грчком језику.

## Историја
Страница је отворена 29. децембра 1999. године и првобитно је носила назив „Правосла́вие 2000“. Као што се јеромонах Игњатије (Шестаков) присећао, „пре Православииа.ру, изгледа, уопште није било ничега разумног. Било је само неколико слабих црквених места која готово нико није читао. Било је још неколико пројеката, али они су пре били неке врсте опозиционог карактера. Или су постојале библиотеке, али ово није пуноправни часопис. Тих година смо у почетку заузели врло коректан став - писати за све - вернике и невернике, како бисмо помогли људима да дођу у цркву.
У зими 2001. године покренут је пројекат Месне цркве. Главни циљ овог пројекта био је прикупљање базе података о помјесним православним црквама на једном информативном ресурсу.
У лето 2004. портал је постао члан партнерског програма Јандек Новости.
Дана 23. јануара 2006, објављено је да су портал Православље.Ру и сајт Православни календар (даис.ру) спојени. Овај догађај је у великој мери био резултат прелиминарног рада на стварању „Заједнице православних веб програмера“ , чији су иницијатори оба пројекта.
Православље.Ру је учествовао у првом такмичењу православних сајтова на Рунету „Мрежа-2006“, чији је жири предводио главни и одговорни уредник портала архимандрит Тихон.
Дана 23. марта 2006. године, уочи отварања IV све дијаспорског сабора Рускe православнe заграничнe црквe, који је подржао обнављање јединства Помесне руске цркве, сајт „Да са једним ум се исповеда“(правос.орг), где су постављени најзначајнији документи о односу Московске патријаршије и Руске заграничне цркве. Заправо, овај сајт је био незванични информативни ресурс за Комисију Московске патријаршије за дијалог са Руском заграничном црквом и Рускu заграничну комисију за преговоре са Московском патријаршијом, који су развијали нацрт Закона о канонској заједници и поступак поновног уједињења.
Од 2008. године појавила се комплетна архива грађе за све године.
Дана 29. маја 2008. године, у знак сећања на 555 годишњицу пада Цариграда, уредници Интернет пројеката Сретенскoг манастира отворили су тематски сајт „Византијска поука“. Непосредни разлог за развој сајта била је широка расправа у медијима о филму оца Тихона „Смрт царства. Византијска поука“.
Дана 22. октобра 2008. године, у вези са почетком „Дана Русије у Латинској Америци“, у чијој је организацији и извођењу активно учествовао Сретенски манастир, отворена је званична веб страница хора московског Сретенског манастира. Страница је креирана на четири језика: руском, енглеском, шпанском и португалском.
Дана 10. новембра 2010. године најављен је приступ друштвеним мрежама Вконтакте, Facebook и Twitter. Покренуто је емитовање у Ливе Журнал.
Дана 28. јуна 2011. покренута је српска верзија портала. Отварање новог пројекта темпирано је на дан Косовске битке  - српски национални празник Видовдан.
У 2013. години сајт је блокиран на територији Узбекистана, али је блокирање убрзо уклоњено.
Дана 23. новембра 2015. године најављен је нови дизајн портала са поједностављеним приступом материјалима, новим насловима и одељцима (укључујући одељак за медије). Нова веб локација је дизајнирана узимајући у обзир захтеве мобилних уређаја.
Дана 6. септембра 2019. покренута је грчка верзија портала.

## Признања
Дана 17. јануара 2000. године, интернетски каталог @Рус портал је прогласио „Правосла́вие 2000“ „најбољом страницом за нове аквизиције“.
У децембру 2003. новинарка Ксениа Лученко оценила је веб страницу на следећи начин: „У почетку је изазвала опрезну реакцију корисника због својих јингоистичких и алармантних публикација у стилу Руског дома . Међутим, у фебруару 2001. аутори сајта подржали су званични став Синодске теолошке комисије. По питању ТИН-а и почео да објављује много уравнотеженије и квалитетније материјале о другим питањима. Од тада је Православље.Ру стално на врху оцене и има репутацију најбољег православног стручног ресурса на Рунету. Поред вести и коментара о догађајима из верског и друштвеног живота, веб портал редовно објављује историјске материјале, чланке о геополитици, социјалним питањима и култури. Беседе угледних духовника прошлости и садашњости, наслов „питања свештенику“, публикације савремених теолога, патролога и апологета, интервјуи са свештеницима и јавним личностима, недељне рецензије штампе све ово задржава редовне читаоце и привлачи нове“.
Године 2006. сајт Православље.Ру заузео је 5. место у популарном гласању на награди Рунет, касније одбивши да учествује у овом такмичењу.
Портал Православље.Ру је 2020. године постао лауреат награде Принц Константин Острожски (Пољска).

## Уредништво
- Митрополит Тихон - главни уредник.
- Антон Поспелов - извршни секретар.
- Јеромонах Игњатије (Шестаков) - уредник српске верзије сајта.
- Дмитриј Ципин је шеф пројекта Православни календар.
- Александер Парменов радио је као извршни уредник странице. 2006-2011.

## Статистика сајта
Промет на веб локацији: око пола милиона јединствених адреса месечно. Према Рамблер статистици, Православље.Ру остаје најчитанији верски ресурс на Рунет. Према Јандекс каталошким статистикама, он је укључен у првих десет најцитиранијих ресурса у одељку „Друштво“.
Према истраживању „Коме, како и зашто да истражују православни свет", коју врши понедељак у 2011. години, међу 50 научника који студирају религију, Православље.Ру је треће место у првих пет најпосећенијих места од испитаника.